# Молиониди
Молиониди су у грчкој митологији били близанци Еурит (грч. Εὔρυτος) и Ктеат (грч. Κτέατος). Добили су назив по својој мајци, Молиони, мада су се и по свом оцу Актору називали Акториони. Ипак, назив Молиониди је преовладао како би се разликовали од синова Актора који се био оженио Егином.

## Митологија
Према предању, они су рођени из сребрног јајета. Њихов отац је или Актор, брат елидског краља Аугија или Посејдон. По својој снази су превазишли све своје савременике и били су сијамски близанци, спојени у струку или су имали једно тело са две главе и по четири удова. Оженили су се близнакињама, кћерима кентаура Дексамена и њихови синови су имали учешћа у власти над Елидом, пошто је и сам Актор, преко своје мајке Хирмине полагао право на то. Још у врло раној младости су се борили са Нестором. Он их је савладао, али није успео да их убије, јер их је њихов отац, Посејдон, заклонио облаком. Касније су се Молиониди утркивали колима са њим и победили га, додуше на тај начин што су му препречили пролаз. Игре су приређене поводом примирја које је успостављено, а у част Амаринкејеве смрти. Нестор је победио у свим другим надметањима; песничењу, рвању и бацању џилита. Међутим, сведок тих победа је био он сам. Аполон га је даровао необично дугим животом, који је ускратио његовим ујацима (Ниобидима), тако да је Нестор живео триста година и о својим подухватима је причао у старости, када нико више није био жив и тако у могућности да порекне или потврди његове приче.
Када је Херакле заратио са њиховим стрицем Аугијем, они су се борили против њега и десетковали његове трупе. Према неким изворима на Херакловој страни је изгинуло триста шездесет људи, којима је он пренео почасти које су му дали Немејци када је у њиховој земљи убио лава. Молиониди су ранили Ификла, Херакловог брата и он је пренесен у Фенеј у Аркадију, где је издахнуо. Корићани су тада затражили да се направи истамско примирје. Молиониди су кренули на Истамске игре као представници Елиђана, али их је Херакле убио из заседе код Клеоне.

## Тумачење
У старој Грчкој су најпре владали краљ и његов заменик, а потом под титулом Молиони су владали равноправно (попут спартанских). Изгледа да је у то време био познат феномен сијамских близанаца и они су у миту искоришћени да би се појачала метафора.